# Morro do Coco
Morro do Coco é o 12º distrito do município de Campos dos Goytacazes, no Estado do Rio de Janeiro, Brasil.
Localiza-se na região norte de Campos, estando a 47 quilômetros da sede municipal e a 318 quilômetros do Rio de Janeiro. Tem uma área de 187 km² e uma população de 4.683 habitantes, distribuídos nas localidades de Areia Branca, Sesmaria (ou Seis Maria), São Luiz de Mutuca, Pedra Lisa e outros povoados menores.
Destaca-se pela produção agrícola e pela centenária Festa de Nossa Senhora da Penha que ocorre entre os meses de abril e maio. O distrito conta ainda com indústrias e um bom centro comercial, sendo referência para a região norte de Campos.
O ex-presidente Nilo Peçanha, nascido em Campos, nasceu e passou a infância no distrito. O ex-governador Teotônio Ferreira de Araujo Filho também é nascido em Morro do Coco.